# Chaîne du Reposoir
La chaîne du Reposoir est un massif de montagnes de France, en Haute-Savoie.

## Toponymie
Elle tient son nom de la chartreuse du Reposoir située sur son versant occidental et dont les alpages ont servi à l'élaboration de gruyère.

## Géographie
Le massif orienté nord-sud constitue l'extrémité septentrionale de la chaîne des Aravis, au nord de la pointe d'Areu jusqu'à la pointe de Nancy au-dessus de Cluses, encadrée à l'ouest par la vallée du Foron du Reposoir et à l'est par la vallée de l'Arve et notamment sa cluse,.

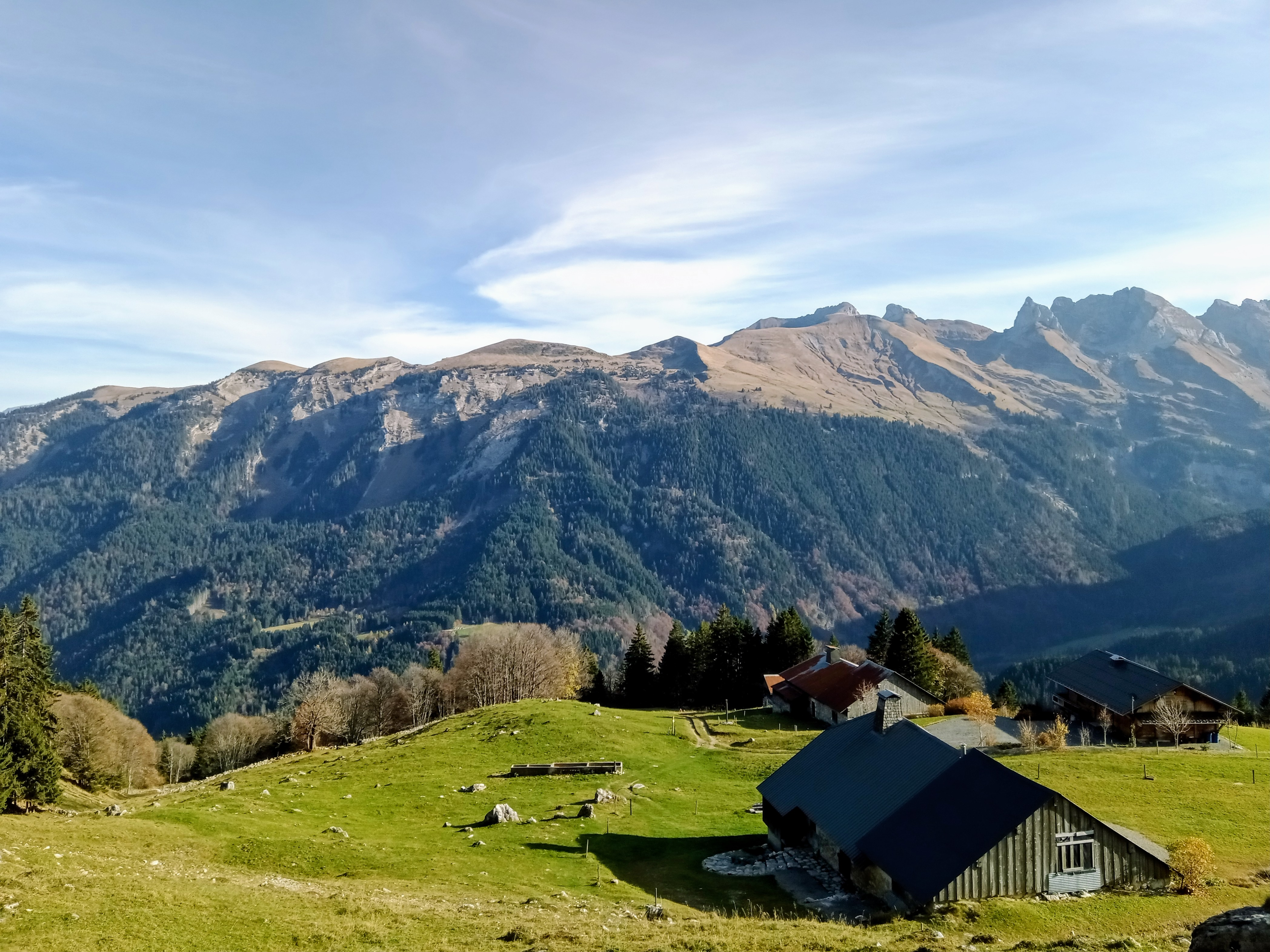
La chaîne du Reposoir depuis la chaîne du Bargy à l'ouest.

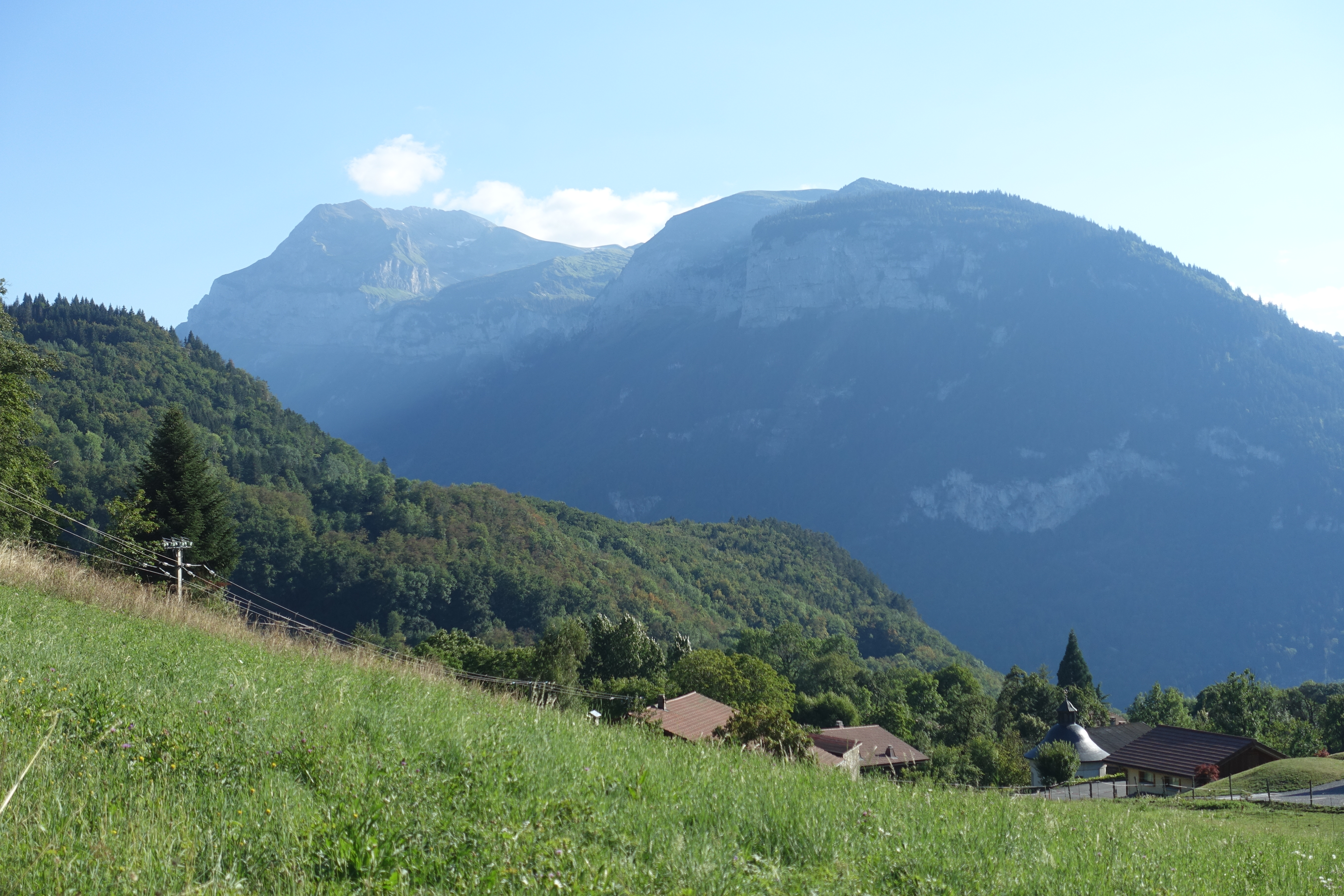
Vue de la pointe d'Areu à gauche et de la chaîne du Reposoir dans sa longueur à droite depuis Arâches au nord-est.